# Estación Parque de Aranjuez (Metroplús)
La Estación Parque de Aranjuez es la última de Metroplús de la línea L1 y L2 desde el occidente de Medellín hacia el barrio Aranjuez. Está ubicada en el sector del parque del barrio de Aranjuez

## Horario
| Horarios de estación                   | Lunes a sábados | Domingo y festivos |
| Línea 1                                | Línea 1         | Línea 1            |
| -------------------------------------- | --------------- | ------------------ |
| Primer vehículo con dirección U. de M. | 04:20           | 05:00              |
| Primer vehículo con Parque de Aranjuez | 04:55           | 05:30              |
| Último vehículo con dirección U. de M. | 22:44           | 21:57              |
| Último vehículo con Parque de Aranjuez | 23:47           | 22:43              |
| Línea 2                                |                 |                    |
| Primer vehículo con dirección U. de M. | 04:24           | 05:00              |
| Primer vehículo con Parque de Aranjuez | 04:35           | 05:22              |
| Último vehículo con dirección U. de M. | 22:40           | 21:50              |
| Último vehículo con Parque de Aranjuez | 22:40           | 22:52              |

## Rutas integradas
| RUTA   | NOMBRE                      |
| ------ | --------------------------- |
| C6-011 | Santa Cruz - Aranjuez       |
| C6-012 | La Francia - Aranjuez       |
| C6-013 | Aranjuez - Tricentenario    |
| C6-017 | Santa Cecilia #2 - Aranjuez |
| C6-018 | Santa Cecilia #1 - Aranjuez |
| C6-021 | Granizal - Aranjuez         |

- Datos: Q18416833